# Hy (프로그래밍 언어)
Hy는 표현을 파이썬의 AST로 바꿔줌으로써 파이썬과 함께 사용할 수 있도록 설계된 리스프의 방언으로 PyCon 2013에서 Paul Tagliamonte가 발표했다.

## 예제
```
=>
 
(
print 
"안녕!"
)

안녕!

=>
 
(
defn 
인사하기
 
[
이름
]
 
(
print 
(
+ 
"안녕 "
 
이름
 
"!"
)))

=>
 
(
인사하기
 
"홍길동"
)

안녕
 
홍길동!

```

## 같이 보기
- 커먼 리스프
- 클로저 (프로그래밍 언어)